# Stowarzyszenie Autorów ZAiKS
Treść tego artykułu może nie być zgodna z zasadami neutralnego punktu widzenia.
Dokładniejsze informacje o tym, co należy poprawić, być może znajdują się w dyskusji tego artykułu.
 Po wyeliminowaniu niedoskonałości należy usunąć szablon {{Dopracować}} z tego artykułu.

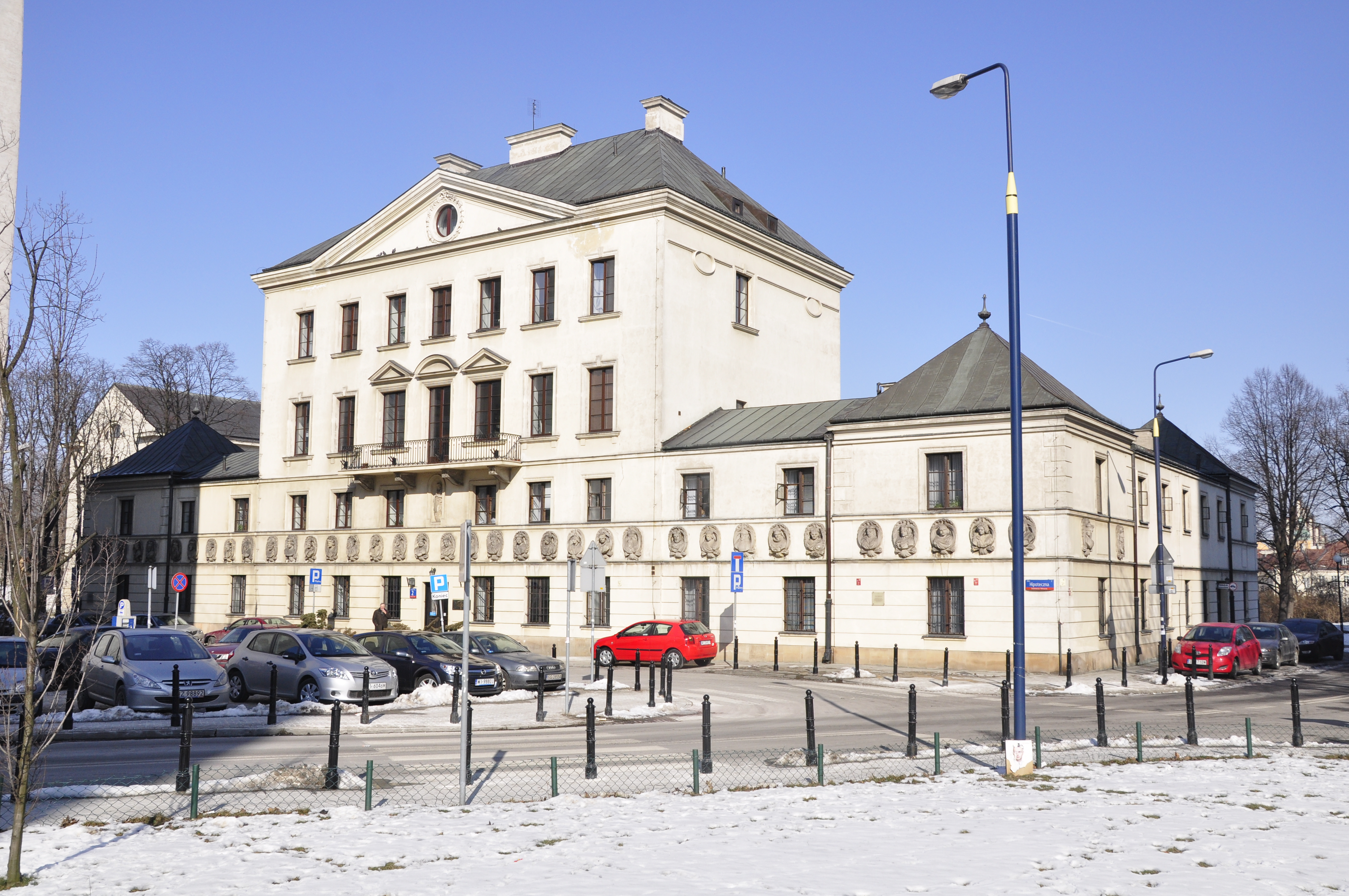
Siedziba ZAiKS-u – zabytkowy pałacyk znany pod nazwą „Dom pod Królami”, dawn. Biblioteka Załuskich przy ul. Hipotecznej 2 (róg Daniłowiczowskiej w Warszawie odbudowany przez ZAiKS z ruin w latach 60.)

Stowarzyszenie Autorów ZAiKS (skrót od: Związek Autorów i Kompozytorów Scenicznych) – polska organizacja zbiorowego zarządzania prawami autorskimi twórców. Zajmuje się zbieraniem dla twórców wynagrodzeń autorskich od podmiotów, które wykorzystują utwory. Do założycieli ZAiKS-u należeli Stanisław Ossorya-Brochocki, Julian Tuwim, Jan Brzechwa, Antoni Słonimski, Anda Kitschman oraz kilkunastu innych autorów teatralnych i kabaretowych. Członkami ZAiKS-u są przedstawiciele wielu dziedzin twórczości, takich jak muzyka poważna i rozrywkowa, poezja, proza, dramat, teksty piosenek i scenariuszy, choreografia, fotografia, grafika, inne sztuki plastyczne, a także nauka, publicystyka i architektura. ZAiKS chroni zarówno utwory swoich członków, jak i twórców, którzy nie należą do ZAiKS-u, ale powierzyli mu swoje utwory pod ochronę. ZAiKS jest członkiem i współzałożycielem Międzynarodowej Konfederacji Stowarzyszeń Autorów i Kompozytorów (CISAC) oraz Europejskiego Zrzeszenia Stowarzyszeń Autorów i Kompozytorów (GESAC).

## Status prawny
ZAiKS jest zrzeszeniem osób fizycznych, twórców, których twórczość jest przedmiotem prawa autorskiego. Od początku swojej działalności, tj. od 1918 roku, ma formę prawną stowarzyszenia i posiada osobowość prawną. Działa m.in. na podstawie ustawy – Prawo o stowarzyszeniach oraz ustawy z dnia 15 czerwca 2018 r. o zbiorowym zarządzaniu prawami autorskimi i prawami pokrewnymi. Nie prowadzi działalności zarobkowej, może jednak prowadzić działalność gospodarczą służącą realizacji celów statutowych, w zakresie ustalonym przez Zjazd Delegatów. Stowarzyszeni w ZAiKS-ie twórcy samodzielnie określają swoje cele, programy działania oraz struktury organizacyjne.
Stowarzyszenie Autorów ZAiKS jest zarazem organizacją zbiorowego zarządzania prawami autorskimi. Funkcjonowanie ZAiKS-u reguluje statut uchwalony przez jego członków. Obszarem działania Stowarzyszenia Autorów ZAiKS jest Rzeczpospolita Polska, a jego siedzibą – Warszawa. ZAiKS jest zarejestrowany w Krajowym Rejestrze Sądowym pod numerem KRS 0000037327. Członkowie ZAiKS-u wybierają spośród siebie władze Stowarzyszenia: radę, zarząd i jego prezydium, komisję rewizyjną i sąd koleżeński. W początkowym okresie stowarzyszenie to nosiło nazwę Związek Autorów i Kompozytorów Scenicznych, skąd pochodzi skrót ZAiKS.

## Cele i zadania statutowe
Głównymi celami statutowymi ZAiKS-u są: ochrona praw autorskich, w szczególności zbiorowe zarządzanie prawami autorskimi, działanie na rzecz rozwoju twórczości, doskonalenie jej ochrony, zwłaszcza w związku z rozwojem nowych technologii, a także działalność socjalna na rzecz jego członków.
Ochrona praw autorskich sprawowana przez ZAiKS obejmuje różnorodne formy pomocy autorom zrzeszonym w Stowarzyszeniu i ich następcom prawnym w realizowaniu przysługujących im praw, jak również autorom w nim niezrzeszonym i zagranicznym – w zakresie zawartych umów. Do podstawowych zadań Stowarzyszenia należy w związku z tym zawieranie umów i dochodzenie odpowiedzialności z tego tytułu, a w szczególności dochodzenie wynagrodzeń autorskich i opłat należnych twórcom, inkasowanie, dzielenie i wypłata autorom należnych im wynagrodzeń autorskich i opłat.
Do zadań statutowych Stowarzyszenia, o szerokiej i długookresowej perspektywie należy zwłaszcza: 
- podejmowanie i prowadzenie wszelkich działań zmierzających do doskonalenia prawa autorskiego i różnorodnych form promowania działalności twórczej;
- występowanie przez Stowarzyszenie z wszelkiego rodzaju inicjatywami zmierzającymi do podniesienia efektywności ochrony autorskich praw majątkowych we współpracy z organami państwowymi, rządowymi i samorządowymi, z organizacjami twórców i innymi stowarzyszeniami sprawującymi zbiorowe zarządzanie prawami autorskimi (prawami pokrewnymi), związkami zawodowymi twórców, jak również z wydawcami powierzającymi Stowarzyszeniu zbiorowe zarządzanie prawami autorskimi;
- udział w międzynarodowych organizacjach ochrony praw autorskich;
- tworzenie funduszów celowych przeznaczonych na rozwój twórczości, jej ochronę i popularyzację[4][6].

Działalność o charakterze socjalnym na rzecz członków Stowarzyszenia przejawia się w podejmowaniu różnych form samopomocy koleżeńskiej, w szczególności w prowadzeniu Domów Pracy Twórczej.
Z postanowienia statutu (§ 1 Stowarzyszenie nie prowadzi działalności zarobkowej) wynika, że wszystkie jego działania i czynności zarządzania powierzoną twórczością (jak np. poszukiwania nowych źródeł inkasa, negocjowanie, zawieranie i rozliczanie umów, dochodzenie roszczeń, zarówno na drodze polubownej, jak i sądowej, repartycja wynagrodzeń autorskich, wypłata tantiem) są ukierunkowane na minimalizację ich kosztów. Tak więc autorzy są obciążani wyłącznie uzasadnionymi kosztami zarządzania ich prawami autorskimi. Stosowne obciążenia potrącane są z wpływów inkasowych, nie zaś ze składek (zaliczek) członkowskich. W przypadkach, gdy potrącone koszty okazują się w danym roku wyższe niż faktycznie poniesione, nadwyżka przypada autorowi w postaci bonifikaty kosztów inkasa i funduszu społecznego. Potrącenia na zwrot kosztów inkasa i na fundusz społeczny wyliczane są według obowiązujących tabel potrąceń zatwierdzonych przez Zarząd Stowarzyszenia.

## ZAiKS jako organizacja zbiorowego zarządzania
Podstawę funkcjonowania ZAiKS-u jako organizacji zbiorowego zarządzania stanowią: 1) Ustawa o prawie autorskim i prawach pokrewnych (zwłaszcza art.104) i akty wykonawcze, a w szczególności zezwolenie właściwego ministra 2) umowy cywilne z autorami i ich następcami prawnymi i 3) umowy z zagranicznymi organizacjami ochrony praw autorskich o wzajemnej reprezentacji.
Stowarzyszenie Autorów ZAiKS jako organizacja zbiorowego zarządzania prawami autorskimi i ich ochrony spełnia szczególne ustawowe funkcje. Należy do nich zwłaszcza udzielanie zezwoleń użytkownikom na korzystanie z utworów z repertuaru członków ZAiKS-u, a w niektórych przypadkach – z utworów wszystkich twórców z całego świata bez względu na ich przynależność do Stowarzyszenia. ZAiKS zajmuje się także inkasowaniem należnych wynagrodzeń autorskich (tzw. tantiem).
Zezwolenia udzielane przez ZAiKS na korzystanie z utworów przybierają formę umów licencyjnych, w których określono dozwolone pola eksploatacji i stawki wynagrodzeń. Stawki te wynikają z tabeli wynagrodzeń autorskich, jednolitej dla wszystkich użytkowników utworów w skali ogólnopolskiej. Stowarzyszenie Autorów ZAiKS, wykonując funkcje zbiorowego zarządzania prawami autorskimi, zajmuje się na ujednoliconych zasadach inkasem, dzieleniem i wypłatą wynagrodzeń autorskich – zarówno twórcom zrzeszonym w Stowarzyszeniu, twórcom, którzy powierzyli swoje prawa pod ochronę, oraz ich następcom prawnym, jak i twórcom zagranicznym. W ostatnim wymienionym przypadku podstawą działania ZAiKS-u są umowy z zagranicznymi organizacjami zbiorowego zarządzania. Analogiczne funkcje spełnia ZAiKS także wobec twórców, którzy nie powierzyli ZAiKS-owi ochrony swoich praw autorskich, lecz wobec których ZAiKS występuje jako ustawowy reprezentant, albo na zasadzie negotiorum gestio.
W związku z dochodzeniem praw autorskich ZAiKS-owi, jako organizacji zbiorowego zarządzania, przysługują szczególne uprawnienia i przywileje takie, jak: 
- legitymacja procesowa, czyli prawo występowania do sądów w imieniu twórców;
- roszczenie informacyjne, czyli prawo żądania udzielenia przez użytkownika twórczości określonych informacji i wglądu do dokumentów;
- domniemanie zarządu (brak konieczności udowadniania reprezentacji konkretnego twórcy);
- prawo składania wniosków o ściganie karne podmiotów naruszających prawa autorskie[13][14][15].

ZAiKS zapewnia więc ochronę utworów zarówno własnych członków stowarzyszenia, jak i autorów, którzy powierzyli swe utwory pod ochronę. Prawami twórców zagranicznych zarządza na podstawie umów o wzajemnej reprezentacji. Stowarzyszenie spełnia istotne funkcje nie tylko w stosunku do twórców, lecz i do użytkowników utworów. ZAiKS zwalnia bowiem użytkowników z obowiązku poszukiwania autora każdego utworu, a tym samym – także z ustawowej odpowiedzialności za naruszenie prawa autorskiego. Tak więc na realizowane bieżąco funkcje ZAiKS-u (podobnie, jak organizacji zbiorowego zarządzania w innych krajach) składają się: udzielanie użytkownikom utworów zgody na ich eksploatację w imieniu autorów, których liczba sięga tysięcy; inkasowanie od użytkowników wynagrodzeń dla autorów; podział zainkasowanych od użytkowników wynagrodzeń i ich przekazywanie autorom.

## Współpraca międzynarodowa
Na początku 2015 r. ZAiKS wiązało około 130 umów z zagranicznymi organizacjami reprezentującymi prawa twórców na całym świecie. ZAiKS na terytorium Polski reprezentuje prawa autorów z krajów takich jak Surinam, Azory, Burkina Faso i obszar Antarktydy. Według ZAiKS-u, stowarzyszenie to reprezentuje na terytorium RP niemal 98% światowego repertuaru.
ZAiKS jest członkiem Europejskiego Zrzeszenia GESAC (Europejskie Zrzeszenie Stowarzyszeń Autorów i Kompozytorów z siedzibą w Brukseli). Zrzesza ono 36 – w tym 3 mają status obserwatora – europejskich stowarzyszeń autorskich z krajów Unii Europejskiej, Norwegii i Szwajcarii, reprezentujących blisko 800 tys. autorów lub posiadaczy praw w dziedzinie muzyki, sztuk graficznych i plastycznych, dzieł literackich, dramatycznych i audiowizualnych oraz wydawców muzycznych. Jego celem jest wspieranie i rozwój działalności prawnej, ekonomicznej i kulturowej członków – zwłaszcza wobec instytucji Unii Europejskiej. W skali świata GESAC reprezentuje 43 334 organizacje członkowskie ze 178 państw (co stanowi 97% ogółu), chroniących prawa ogółem 1 027 644 posiadaczy praw autorskich (ponad 2,7 mln udzielonych w skali świata licencji o wartości ponad 5,1 mld euro – według danych z 2013 roku).
ZAiKS jest też członkiem międzynarodowej organizacji BIEM, powołanej do doskonalenia zarządzania prawami w zakresie nagrań i reprodukcji mechanicznej. Skalę działalności Stowarzyszenia wyraża liczba chronionych ponad 350 tys. utworów odtwarzanych średnio w ciągu dnia i zasób 22 milionów chronionego repertuaru należącego do ponad dwu i pół miliona twórców z kraju i z zagranicy.

## Historia ZAiKS-u

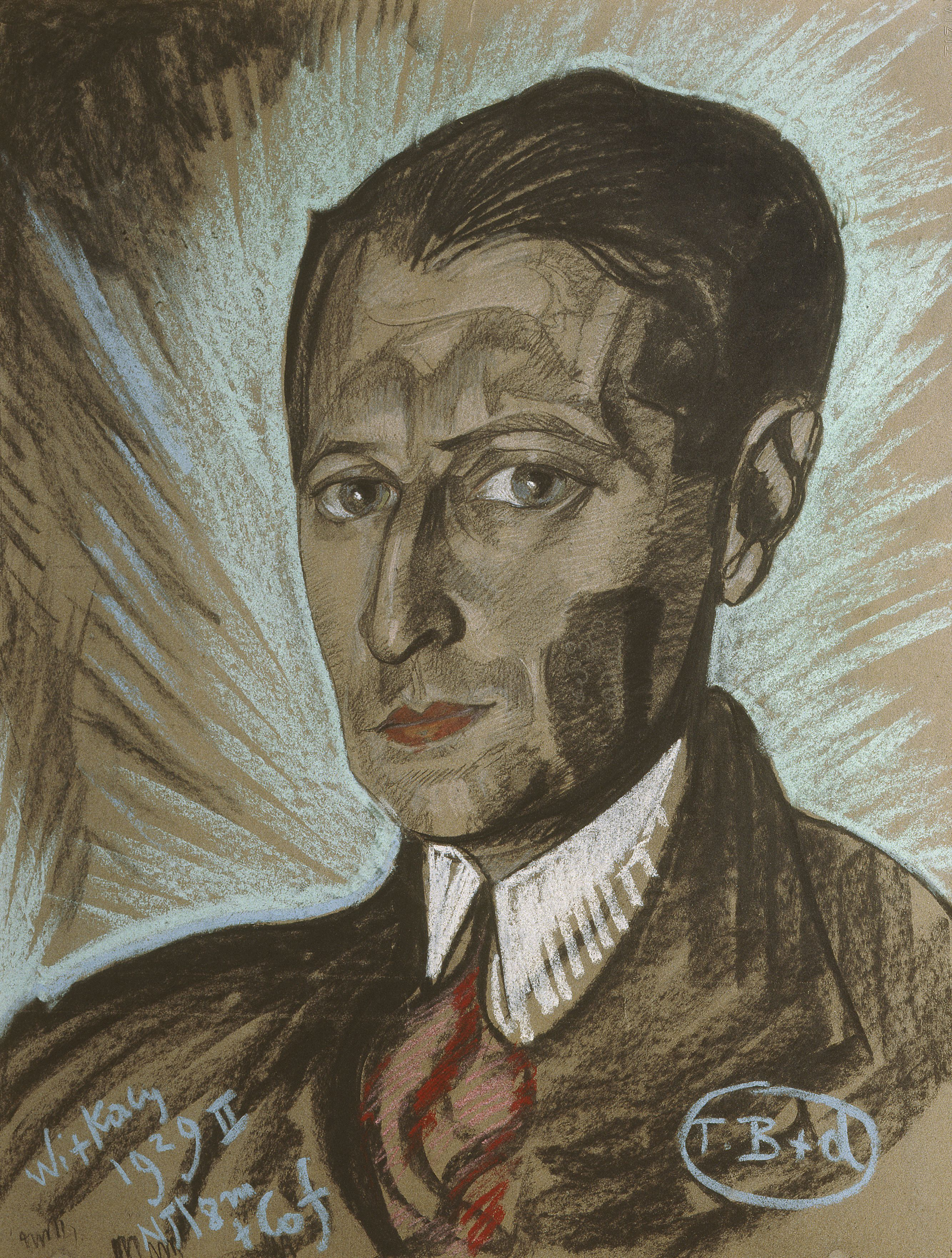
Julian Tuwim – jeden z „ojców założycieli” ZAiKS-u, sportretowany przez Stanisława Ignacego Witkiewicza

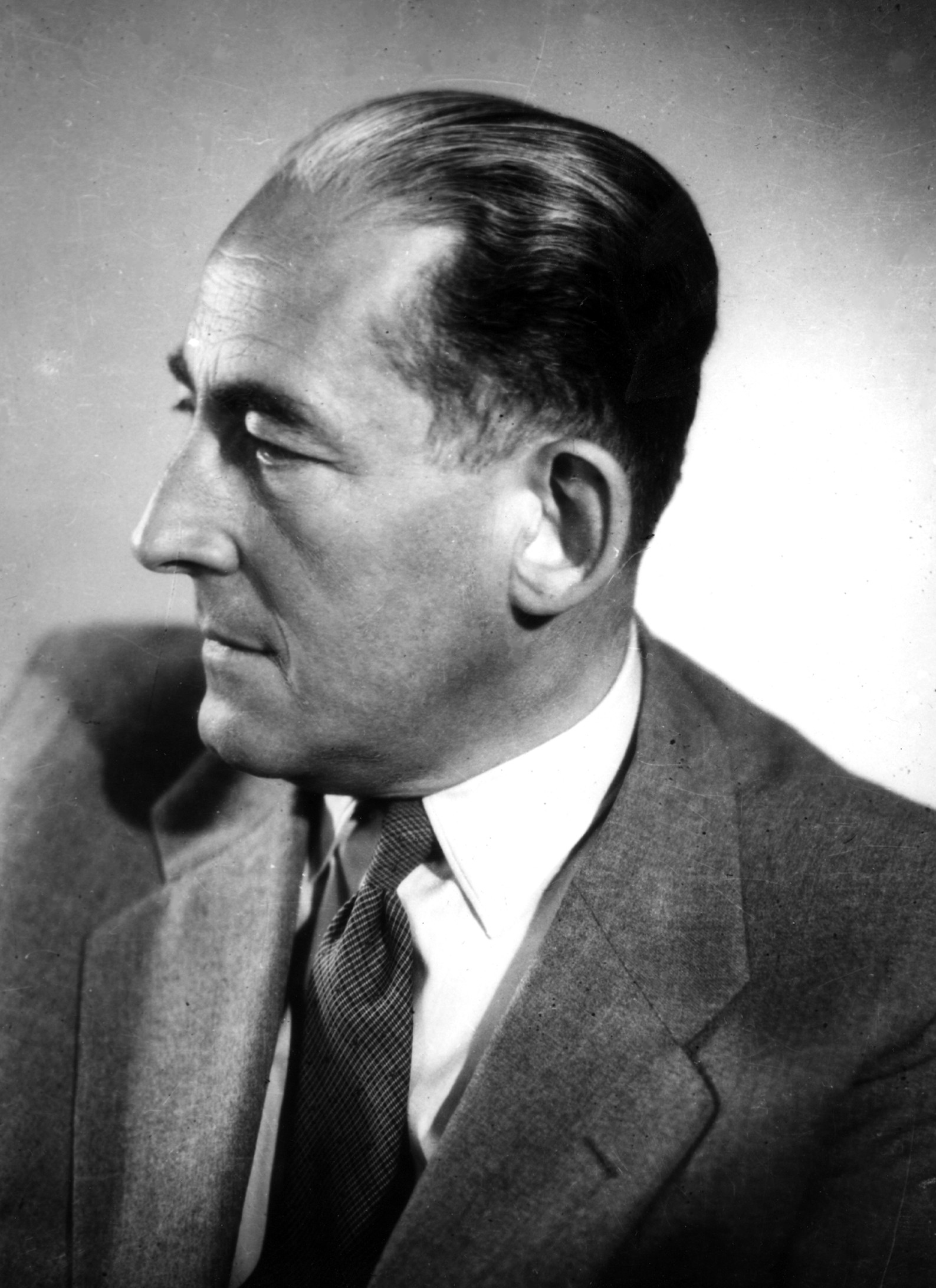
Jan Brzechwa, jeden z „ojców założycieli” ZAiKS-u

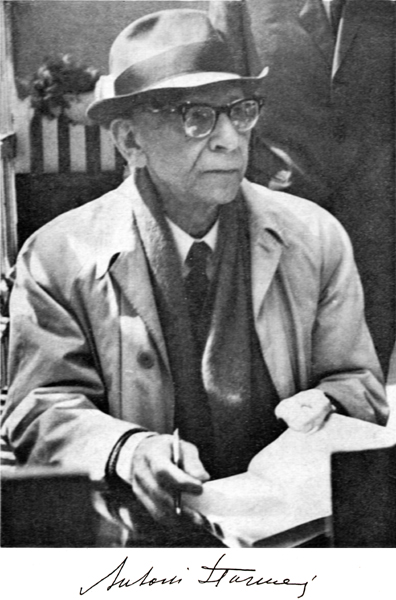
Antoni Słonimski, jeden z „ojców założycieli” ZAiKS-u

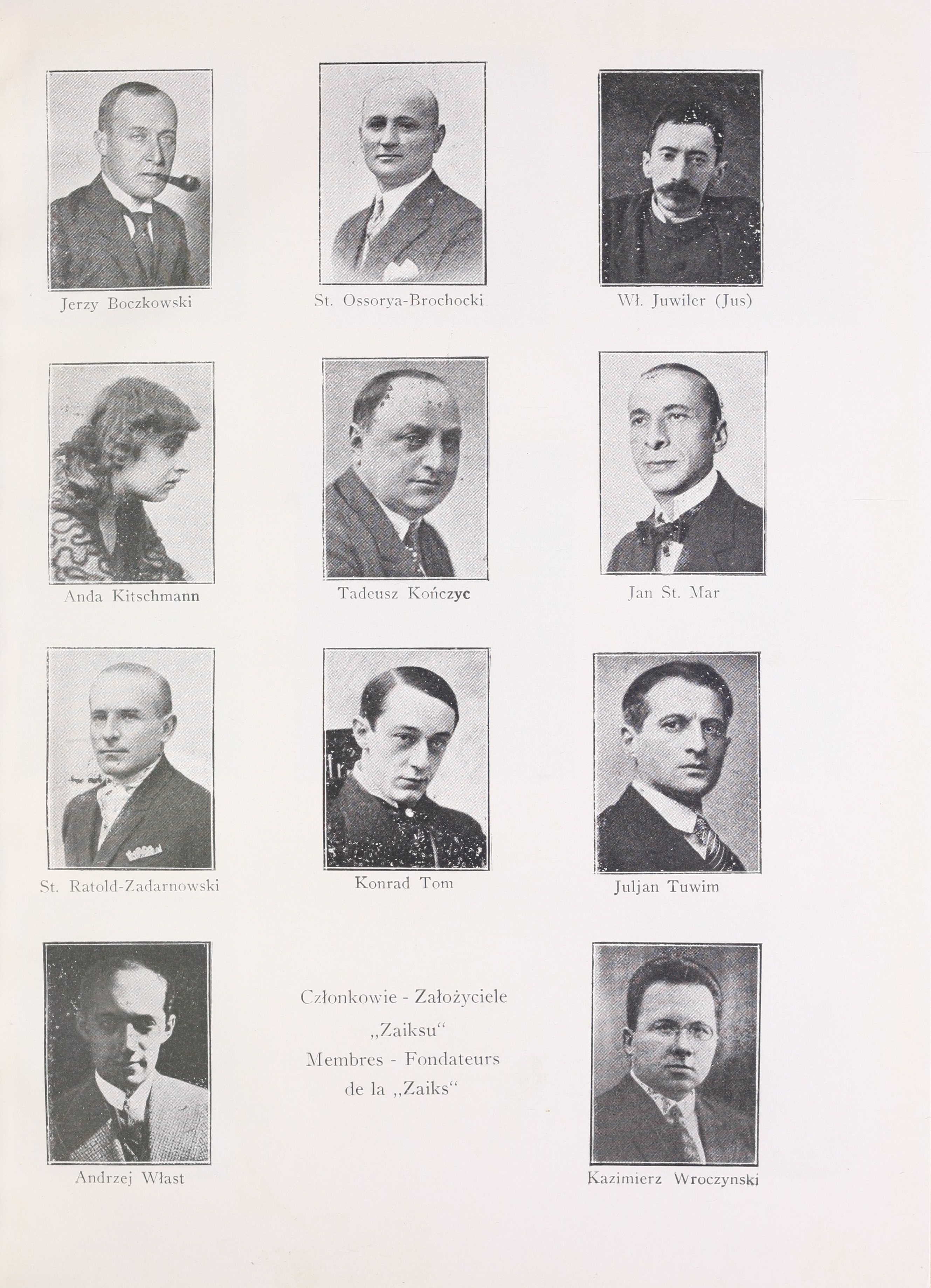
Członkowie-założyciele (publikacja z okazji 10-lecia ZAiKS-u, 1928)

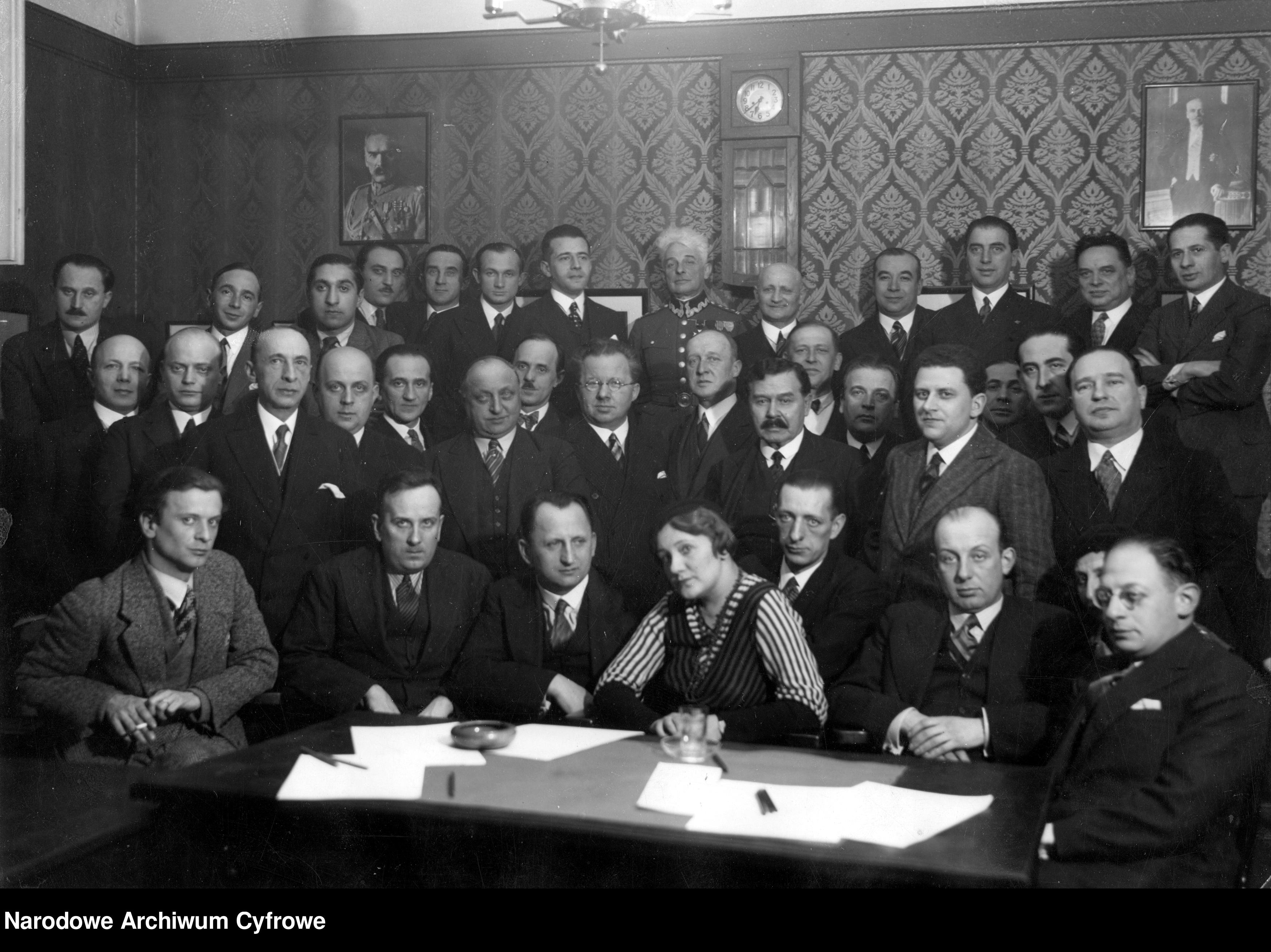
Uczestnicy konferencji prasowej z okazji 15-lecia istnienia Związku Autorów i Kompozytorów Scenicznych, maj 1933, widoczni m.in.: prezes T. Kończyc, K. Wroczyński, J. Kossowski, S. Ossoria-Brochocki

### II Rzeczpospolita
Historia ZAiKS sięga początków II Rzeczypospolitej. Pierwsza inicjatywa założycielska pojawiła się w marcu 1918. 18 marca 1918 zwolennicy i inicjatorzy procesów jednoczenia środowisk twórczych zaaranżowali spotkanie założycieli w kawiarni „Udziałowa” w Warszawie (przy rogu ul. Nowy Świat 15 i Al. Jerozolimskich 2) odwiedzanej przez osobistości świata literackiego i artystycznego (Reymont, Żeromski, K.Tetmajer, Jaracz i inni). Na czele grupy założycielskiej pierwszej w Polsce organizacji ochrony praw autorskich stanął Stanisław Ossorya-Brochocki. Wśród inicjatorów znaleźli się także: Julian Tuwim, Gustaw Beylin, Antoni Słonimski, Anda Kitschman oraz adwokat i dramaturg, Jan Brzechwa. Wyprzedziła ona utworzenie znanych później zrzeszeń autorów z dziedziny twórczości literackiej (Związek Literatów Polskich) czy muzycznej (Związek Kompozytorów Polskich). Wprawdzie od 1906 roku (do 1939) funkcjonowało Towarzystwo Literatów i Dziennikarzy Polskich, jednak w jego celach statutowych nie mieściły się funkcje związane ze zbiorową ochroną praw autorskich. W początkowym okresie swej działalności Stowarzyszenie skupiało autorów popularnych dzieł, adresowanych do szerokiego kręgu publiczności, dając początek nazwie Związek Autorów i Kompozytorów Scenicznych.
W początkowych latach funkcjonowania ZAiKS skupiał trzydziestu kilku członków. Podjęto inicjatywę nawiązania kontaktów międzynarodowych w skali europejskiej z pokrewnymi stowarzyszeniami, zwłaszcza z Association Litteraire et Artistique Internationale (ALAI) w Paryżu. Okres początkowych trudności – mimo stopniowego wzrostu liczby członków (ponad 100 osób w 1923) i przystąpienia Polski w 1920 roku do konwencji berneńskiej – trwał do 1926 roku. Przełomem był zorganizowany w tym roku w Warszawie XXXVI Kongres Stowarzyszenia ALAI, który okazał się wysokiej rangi wydarzeniem kulturalnym w skali ogólnokrajowej, dostrzeżonym przez prezydenta Ignacego Mościckiego, który przyjął na audiencji uczestników Zjazdu. Zjazd ten przyspieszył rozwój kontaktów międzynarodowych ZAiKS-u, zwłaszcza z takimi organizacjami jak francuskie stowarzyszenie autorskie SACEM, angielskie PRS oraz austriackie, z którymi zawarto umowy o wzajemnej reprezentacji. W następnych latach liczba tego rodzaju umów rosła i po upływie czterech lat było ich 27. W roku 1926 otwarto Polski Oddział Towarzystwa Ochrony Prawa Autorskiego. Istotne znaczenie miało zaproszenie polskich twórców na zwołany wówczas do Paryża międzynarodowy zjazd organizacji autorskich. Dzięki inicjatywie obecnych tam polskich uczestników stał się on kongresem założycielskim Międzynarodowej Konfederacji Związków Autorów i Kompozytorów – Confederation Internationale des Societes d’Auteurs et Compositeurs (CISAC). W wyniku intensyfikacji kontaktów międzynarodowych ZAiKS-u i wzrostu jego znaczenia w relacjach międzynarodowych wiele innych krajowych stowarzyszeń twórców powierzyło wówczas ZAiKS-owi reprezentowanie praw swych członków. Równie przełomowe znaczenie dla ochrony interesów autorów miało uchwalenie przez Sejm w czerwcu 1926 nowoczesnej ustawy o prawach autorskich, która znacznie poprawiła ich sytuację w stosunku do silniejszych od nich finansowo użytkowników ich twórczości. W ten sposób rok 1926 zapoczątkował okres rozwoju Stowarzyszenia, aż do wybuchu II wojny światowej.
Od 1927 roku datuje się systematyczna współpraca ZAiKS-u z Amerykańskim Stowarzyszeniem Kompozytorów, Autorów i Wydawców – American Society of Composers, Authors and Publishers (ASCAP). W roku 1929 znaczenie ZAiKS-u na arenie światowej wzrosło dzięki nawiązaniu współpracy z międzynarodową organizacją BIEM, wyspecjalizowaną w ochronie praw autorskich do utworów nagrywanych mechanicznie (zwłaszcza na płytach).
Pod koniec lat trzydziestych XX stulecia ZAiKS był stowarzyszeniem reprezentującym interesy autorów i ich różnorodną twórczość (literacką, teatralną, muzyczną itp.) z wielu krajów świata. Z powodu zapoczątkowanego w 1929 światowego kryzysu gospodarczego ZAiKS miał trudności o charakterze nie tylko ekonomicznym (w związku ze spadkiem kwot inkasa – spadek liczby wydań i nakładów, przedstawień, seansów kinowych, frekwencji itd.), lecz także na gruncie administracyjnym i prawnym. Wiązało się to z konfliktem z władzami Polskiego Radia, który w 1935 doprowadził do ustanowienia na ok. 6 miesięcy zarządu komisarycznego. Toczyły się w tym okresie spory sądowe o legitymację czynną ZAiKS-u do prowadzenia spraw zrzeszonych twórców. Wszystkie one zakończyły się dla ZAiKS-u pomyślnie orzeczeniami sądów apelacyjnych w Warszawie, Krakowie, Lwowie, Poznaniu i Sądu Najwyższego.

### II wojna światowa
W okresie II wojny światowej i okupacji niemieckiej poniósł ZAiKS dotkliwe straty. Jego siedziba w Warszawie przy ul. Focha 2 spłonęła (z wyjątkiem piwnic) całkowicie 25 września 1939. Pozostał majątek na kontach bankowych w kwocie kilkunastu tysięcy złotych. Działalność, choć początkowo nie została przez władze okupacyjne zakazana, została zawieszona. Umowy z personelem ZAiKS-u zostały rozwiązane (na skutek działania siły wyższej), mimo że początkowo dyrektor generalny Walery Jastrzębiec-Rudnicki pełnił funkcję na zasadach honorowych, bez wynagrodzenia – podejmując próby organizowania pomocy koleżeńskiej. Po bezskutecznych próbach wciągnięcia części personelu do współpracy, władze okupacyjne podjęły decyzję o likwidacji Stowarzyszenia, zastępując je na obszarze Generalnego Gubernatorstwa niemiecką agencją wykorzystującą pozostałe polskie fundusze przechowywane na kontach bankowych i przypisującą sobie prawo do ściągania należności autorów polskich i zagranicznych. W wyniku opanowania funkcjonujących w okupowanych krajach europejskich agend Międzynarodowej Konfederacji Związków Autorów i Kompozytorów nastąpiło wykreślenie ZAiKS-u z rejestru organizacji członkowskich. Żaden ze zrzeszonych w tej organizacji związków (w tym także włoski) nie wykonał żądania władz niemieckich przekazania do Berlina należności przysługujących polskim autorom. Dzięki temu zostały one przechowane do zakończenia wojny. Żaden z nich nie zgodził się też z wykreśleniem ZAiKS-u. Tak więc reaktywowanie jego działalności po wojnie miało charakter jedynie formalny. Liczba członków zamordowanych lub poległych podczas okupacji wyniosła około 20% stanu sprzed wybuchu wojny.

### Polska Rzeczpospolita Ludowa
Kontynuacja działalności Stowarzyszenia i odtworzenie jego struktur po wojnie była utrudniona przez ówczesną administrację państwową. Projektowano (w 1952) utworzenie w miejsce ZAiKS-u urzędu pod nazwą Państwowe Biuro Ochrony Praw Autorskich. Projekt ten wkrótce porzucono wobec „konieczności utrzymania poprawnych stosunków z organizacjami autorskimi za granicą”, jak również ze względów finansowych. W tym okresie przedwojenny dyrektor generalny Walery Jastrzębiec-Rudnicki tymczasowo udostępnił swoje prywatne mieszkanie (ul. Chmielna 25) na potrzeby ZAiKS-u. Później jego siedziba mieściła się we własnym lokalu pod adresem Śniadeckich 10. Był to już okres poprawy sytuacji finansowej i zwiększenia personelu, dzięki znacznemu wzrostowi inkasa. Lata reżimu komunistycznego to okres ograniczeń, zwłaszcza kontaktów zagranicznych, w tym finansowych (dewizowych), które były przeszkodą na przykład w zawieraniu umów z autorami zagranicznymi.
W 1962 roku ZAiKS zdecydował o odbudowie zabytkowego obiektu przy ul. Hipotecznej 2 (róg Daniłowiczowskiej, znanego pod nazwą Biblioteka Załuskich lub Pałac Daniłowiczowski, albo „Dom pod Królami”, gdzie mieści się w Warszawie siedziba ZAiKS-u. Został on zniszczony w okresie wojny i okupacji niemieckiej. Jego odbudowa jest w całości dziełem ZAiKS-u i organizacji autorskich z krajów europejskich. W 1958 roku zarząd Warszawy przekazał ZAiKS-owi jego ruiny. Kosztowne i skomplikowane przedsięwzięcie odbudowy zabytkowego „Domu pod Królami” stało się możliwe dzięki wykorzystaniu przechowywanych na kontach ZAiKS-u środków należnych autorom i kompozytorom zagranicznym, których władze komunistyczne nie zezwalały przekazać za granicę (ograniczenia dewizowe). Zadecydowała solidarna postawa międzynarodowego środowiska twórców. W tej sytuacji CISAC zdecydował się – w imieniu autorów zagranicznych – przekazać je ZAiKS-owi na cele odbudowy. Wykup praw własności do tego obiektu nastąpił znacznie później – w 2008 roku.
W dziesięcioleciach powojennych utrzymywano względną autonomię i demokratyczną samorządność ZAiKS-u, pozwalającą skutecznie zażegnywać potencjalnie niebezpieczne epizody (jak na przykład konflikt: Jerzy Putrament – Stefan Kisielewski w marcu 1976). Mimo trudności materialnych, ograniczeń związanych z cenzurą, ograniczeń dewizowych, nacisków i represji władz komunistycznych , dziesięciolecia powojenne były dla ZAiKS-u okresem aktywnego udziału w życiu środowiska artystycznego. Było to możliwe dzięki staraniom wielce zasłużonego, wieloletniego dyrektora generalnego  ZAiKS-u (1968–2011)  Witolda Kołodziejskiego (1929–2024). W tym okresie członkami ZAiKS byli powszechnie znani autorzy ze wszystkich dziedzin twórczości, niekiedy nawet przebywający na emigracji, jak w przypadku Mariana Hemara, któremu okresowo przywrócono członkostwo (1956−1962). Prowadzono akcję pomocy materialnej członkom i ich rodzinom. Nabrała ona szczególnego znaczenia w pierwszej połowie lat 80., po wprowadzeniu w Polsce stanu wojennego. Wyrażała się ona we wspieraniu członków i innych osób represjonowanych, internowanych i ich rodzin. ZAiKS był jedynym stowarzyszeniem twórczym, które uniknęło zawieszenia działalności w stanie wojennym, dzięki temu, że był postrzegany przez ówczesne władze jako neutralny politycznie swojego rodzaju „bank autorski” zajmujący się jedynie inkasem i dystrybucją należnych twórcom środków finansowych.

### III Rzeczpospolita
Początek okresu tzw. transformacji systemowej u progu 1989 roku to dla ZAiKS-u uwolnienie od ciążących uprzednio ograniczeń administracyjnych, m.in. w dziedzinie kontaktów zagranicznych i rozliczeń dewizowych, oraz nowego rodzaju wyzwania płynące z uwolnienia rynku mediów i ich prywatyzacji. W konfrontacji z dynamicznie rosnącą sferą sprywatyzowanych mediów, twórcy okazali się stroną słabszą. Z wytworzonej w związku z tym nowej sytuacji wynikła dla ZAiKS-u konieczność aktywnego udziału w pracach nad projektem ustawy o prawie autorskim (1993). Było to możliwe dzięki skupieniu grupy specjalistów z tej dziedziny. ZAiKS zachował silną pozycję, szczególnie na arenie międzynarodowej. Świadczy o nim jego udział w komisji legislacyjnej CISAC, w Międzynarodowym Biurze Ochrony Nagrań Mechanicznych BIEM, zorganizowanie w 1997 kongresu BIEM w Warszawie i wybór członków ZAiKS-u (Karola Małcużyńskiego, a później Andrzeja Szczypiorskiego) na prezesów CISAC.
Końcowe lata XX i początek XXI stulecia to dla ZAiKS-u kontynuacja walki o respektowanie praw autorów, w konfrontacji ze sprywatyzowaną sferą mediów, ale również obrona przed rosnącym zagrożeniem komercjalizacją i promowanie dzieł kultury elitarnej, tj. wartości niewymiernych finansowo.
Na przełomie tysiącleci ZAiKS brał udział w bieżących negocjacjach dotyczących tabel stawek autorskich, a także w pracach nad nowymi uregulowaniami prawa autorskiego – na przykład nad wprowadzeniem w Polsce światowych standardów regulujących kopiowanie utworów do celów prywatnych (wprowadzenie opłat od czystych nośników i sprzętu elektronicznego). Poważnego znaczenia nabrał też proces implementacji w Polsce prawodawstwa Unii Europejskiej i odpowiedniego przygotowania krajowego systemu wymiaru sprawiedliwości w tej dziedzinie. Celowi temu służą między innymi prowadzone od grudnia 2011 roku edukacyjne „Poniedziałki pod Królami” jako cykl wykładów z zakresu prawa autorskiego własnych specjalistów i zaproszonych gości pod protektoratem Ministra Kultury (od 2012).
Polem licznych nieporozumień, a także wyzwaniem dla podobnych ZAiKS-owi organizacji zbiorowego zarządzania prawami autorskimi jest rosnący dostęp do utworów, plików muzycznych, graficznych czy wideo w Internecie i koncepcje dostępu do twórczości, za którymi opowiadają się zwolennicy licencji Creative Commons.

Drastycznym przykładem tego rodzaju nieporozumień jest prezentowane w Internecie stanowisko pewnego polskiego olimpijskiego Mistrza Sportu w kwestii korzystania z dóbr kultury, który otwarcie przyznał się (2012) do ich „kradzieży” (twierdząc, że z zasady nie kupuje płyt, ale kradnie je z Internetu). Z drugiej jednak strony należy podkreślić przypadki, w których użytkownicy Internetu (także młodszego pokolenia) z własnej inicjatywy zgłaszają się do ZAiKS-u z zapytaniami o zasady legalnego korzystania utworów dostępnych w Internecie”.

Przez cały okres historii ZAiKS zachowywał niezależność – przede wszystkim materialną (finansową) – od organów administracji państwowej. Pomagała ona środowisku zrzeszonych tam twórców zarówno w okresie międzywojennym, w czasach powojennego reżimu komunistycznego, jak i po zainicjowaniu okresu transformacji systemowej u progu lat 90. zachować swobodę uprawiania twórczości. ZAiKS nie korzystał z subwencji, dotacji i innych środków ze Skarbu Państwa. Przyczyniał się do promowania i ochrony dóbr kultury (przykładami są stypendia, konkursy i nagrody dla twórców, tworzenie sprzyjającego środowiska dla uprawiania twórczości w domach pracy twórczej, samopomoc koleżeńska czy też podniesienie w latach 60. z ruiny Pałacyku „Pod Królami” wyłącznie dzięki wykorzystaniu zasobów należących do środowiska autorów).

## Struktura
Na strukturę organizacyjną składają się: władze stowarzyszenia, sekcje stowarzyszenia i biuro stowarzyszenia. Do władz należą: zjazd delegatów, rada stowarzyszenia, zarząd stowarzyszenia i jego prezydium, komisja rewizyjna i sąd koleżeński. Biuro stowarzyszenia to dyrekcja generalna i dyrekcje okręgowe, w liczbie 13, sprawujące ochronę praw autorskich w terenie (przy udziale inspektorów terenowych). W strukturze dyrekcji generalnej można wyróżnić wydziały dzielące się na sekcje merytoryczne.
Specyficzny dla ZAiKS-u jest podział na 13 sekcji grupujących członków według rodzaju uprawianej przez nich twórczości. Władzami sekcji są: walne zebranie członków sekcji i zarząd sekcji. Zestawienie sekcji ZAiKS-u i liczbę ich członków, w tym zwyczajnych i nadzwyczajnych zawiera poniższa tabela.
|                                                           | Członkowie zwyczajni | Członkowie nadzwyczajni | Razem |
| --------------------------------------------------------- | -------------------- | ----------------------- | ----- |
| A – Sekcja Autorów Dzieł Muzyki Poważnej                  | 115                  | 19                      | 134   |
| B – Sekcja Autorów Utworów Muzyki Rozrywkowej i Tanecznej | 516                  | 288                     | 804   |
| C – Sekcja Autorów Dzieł Dramatycznych                    | 32                   | 15                      | 47    |
| D – Sekcja Autorów Utworów Literackich Małych Form        | 259                  | 128                     | 387   |
| F – Sekcja Autorów Dzieł Literackich                      | 193                  | 66                      | 259   |
| G – Sekcja Autorów Dzieł Filmowych i Telewizyjnych        | 111                  | 61                      | 172   |
| H – Sekcja Autorów Dzieł Choreograficznych                | 27                   | 13                      | 40    |
| I – Sekcja Autorów Dzieł Naukowych                        | 89                   | 28                      | 117   |
| J – Sekcja Autorów Dzieł Plastycznych                     | 50                   | 10                      | 60    |
| L – Sekcja Autorów Prac Fotograficznych                   | 40                   | 8                       | 48    |
| M – Sekcja Autorów Prac Publicystycznych                  | 49                   | 15                      | 64    |
| N – Sekcja Autorów Dzieł Architektonicznych               | 7                    | 3                       | 10    |
| O – Sekcja Autorów Wersji Językowych do Filmów            | 117                  | 38                      | 155   |
| Razem                                                     | 1605                 | 692                     | 2297  |

W strukturze ZAiKS-u można także wyróżnić przewidziane w Statucie komisje, w tym komisje stałe:
- Komisja Repartycyjna, w której skład wchodzi po czterech członków Sekcji A, B, D oraz G. (Jeśli przedmiotem obrad Komisji są sprawy dotyczące innej sekcji, jej przedstawiciel powoływany jest na prawach członka Komisji w trybie przewidzianym niniejszym regulaminem na czas rozpatrywania sprawy). Uchwały Komisji zatwierdza Prezydium Zarządu;
- Komisja Wydawnicza, która jest organem doradczym Zarządu Stowarzyszenia i zajmuje się wymianą informacji w sprawach środowiska wydawców muzycznych, oceną i sporządzaniem opinii i wniosków w kwestiach zbiorowego zarządzania prawami do utworów powierzanych Stowarzyszeniu przez wydawców muzycznych do sprawowania funkcji zbiorowego zarządu;
- Komisja DPT – Komisja Domów Pracy Twórczej, którą powołuje Zarząd Stowarzyszenia na okres kadencji, w której skład wchodzi pięciu członków zwyczajnych Stowarzyszenia, a ponadto przedstawiciele sekcji A, B, D, G i sekcji nierepartycyjnych (po jednym). Komisja ta jest właściwa dla spraw rozpatrywania wniosków o przydział miejsc w DPT i innych dotyczących DPT.

Ponadto mogą występować komisje powoływane doraźnie. Tego rodzaju komisją jest aktualnie Komisja Modernizacyjna.
Elementem struktury organizacyjnej ZAiKS-u jest ponadto Fundusz Popierania Twórczości, utworzony na podstawie § 4 pkt 10 Statutu Stowarzyszenia, administrowany przez jego Zarząd. Jego statutowymi celami są zwłaszcza: uruchamianie inicjatyw, popieranie i pomoc na rzecz twórczości o trwałych walorach dla kultury, promowanie twórczości rodzimej (w tym polskiej sztuki ludowej i regionalnej), w szczególności o wysokiej wartości artystycznej i dydaktycznej, a także pomoc finansowa dla instytucji i autorów, propagujących kulturę rodzimą, z uwzględnieniem szczególnej opieki nad twórczością wartościową i ambitną w formie i w treści. Zarząd Funduszu rozpatruje prośby i podania o pomoc finansową składane przez instytucje promujące twórczość rodzimą, może też współfinansować zgromadzenia (zjazdy, kongresy) i różnorodne imprezy, ukierunkowane na rozwój i wzbogacanie kultury. Do zakresu działania Funduszu należy też fundowanie indywidualnych stypendiów autorom polskim i zagranicznym, jak również pomoc materialna niezbędna twórcom do wykonywania ich zawodu.

### Zarząd Stowarzyszenia
Stan na 29 lipca 2025 r.
- Miłosz Bembinow – Przewodniczący Zarządu
- Michał Komar – Zastępca Przewodniczącego
- Ferid Lakhdar – Zastępca Przewodniczącego
- Olga Krysiak – Sekretarz
- Wojciech Byrski – Skarbnik
- Damian Słonina (Rebel Publishing) – Koordynator ds. Wydawców Muzycznych
- Elżbieta Banecka
- Ryszard Bańkowicz
- Zbigniew Benedyktowicz
- Michał Brutkowski
- Wojciech Gilewski
- Witold Krassowski
- Paweł Łukaszewski
- Filip Siejka
- Małgorzata Sikorska-Miszczuk
- Emil Wesołowski
- Marta Zgrzywa (Schubert Music Publishing)

### Rada Stowarzyszenia
Stan na 29 lipca 2025 r.
- Janusz Fogler – Przewodniczący
- Jacek Cygan – Zastępca Przewodniczącego
- Rafał Skąpski – Sekretarz
- Czesław Bielecki
- Danuta Danek
- Wojciech Antoni Dróżdż
- Grażyna Dyksińska-Rogalska
- Mieczysław Jurecki
- Janusz Kapusta
- Ilona Łepkowska
- Maciej Małecki
- Eustachy Rylski
- Maciej Stadnik (UNIVERSAL MUSIC PUBLISHING SP. Z O.O.)
- Ewa Wycichowska

### Komisja Rewizyjna
Stan na 29 lipca 2025 r.
- Ignacy Zalewski – Przewodniczący
- Katarzyna Stanny – Zastępczyni Przewodniczącego
- Marcin Nowakowski – Sekretarz
- Magdalena Cuprzyńska (ABKCO MUSIC INTERNATIONAL LIMITED) – Zastępczyni Sekretarza
- Agnieszka Lubomira Piotrowska
- Zara Ejzenhart-Ismayilov

### Sąd Koleżeński
Stan na 29 lipca 2025 r.
- Wojciech Jędrkiewicz – Przewodniczący
- Jerzy Kornowicz – Zastępca Przewodniczącego
- Ewa Małcużyńska-Wojna – Sekretarz
- Biljana Bakić-Pawlak (JAZZBOY PUBLISHING SP. Z O.O.)
- Barbara Grzegorzewska
- Justyna Holm
- Andrzej Kijowski
- Krystyna Kofta
- Dorota Kołodyńska
- Tomasz Szarota
- Przemysław Śliwa
- Jacek Wciślak
- Wojciech Wróblewski

### Dyrekcja Generalna
Stan na 29 lipca 2025 r.
- Dyrektor Generalny – Karol Kościński
- Dyrektor ds. Rozwoju – Paweł Michalik
- Dyrektor ds. Licencjonowania – Sławomir Kurek
- Dyrektor Finansowy – Iwona Sierzputowska
- Główna Księgowa – Karolina Zbytek

### Kierownicy komórek organizacyjnych:
- Biuro Członkowskie - Katarzyna Sadowska
- Wydział Administracyjno-Inwestycyjny - Robert Wróbel
- Wydział Marketingu i Komunikacji - Michał Miernik
- Wydział Dokumentacji i Repartycji - Katarzyna Duszyńska
- Wydział Ewidencji - Katarzyna Sajecka-Horosz
- Wydział Finansowy - Małgorzata Truszkowska
- Wydział Inkasa Terenowego - Jacek Michalski
- Wydział Licencji i Repartycji Internetu - Przemysław Tchoń
- Wydział Księgowości i Sprawozdawczości - Piotr Miłkowski
- Wydział Licencji i Inkasa - Marcin Kuczyński
- Wydział Obsługi Władz - Hanna Szubert-Bień
- Wydział Prawny - Agnieszka Bieniek-Rusiecka
- Wydział Personalny - Katarzyna Kryłowicz
- Wydział Wielkich Praw - p.o. Marcin Kuczyński
- Wydział Informatyki i Rozwoju - Daniel Świerczewski
- Zespół Obsługi i Reklamacji - Agnieszka Basiukiewicz
- Zespół Rozrachunków Autorskich – Kamila Łebek-Majkowska
- Zespół Płac i Podatków - Sylwia Nadratowska
- Zespół Relacji Międzynarodowych – Anna Misiewicz
- Inspektor Ochrony Danych - Ewelina Zielska-Błachowicz

Zespoły ds. licencjonowania realizujące zadania licencyjne, inkasowe i kontrolne związane ze zbiorowym zarządzaniem praw autorskich na polach eksploatacji publicznych wykonań, publicznych odtworzeń i wyświetleń (z wyjątkiem użytkowników uznanych za kontrahentów kluczowych):
- Zespół ds. licencjonowania Północ – Kierownik Zespołu Ireneusz Suchora
- Zespół ds. licencjonowania Centrum-Wschód – Kierownik Zespołu Jamen Hosni
- Zespół ds. licencjonowania Centrum-Zachód – Kierownik Zespołu Piotr Basgier
- Zespół ds. licencjonowania Południowy-Zachód – Kierownik Zespołu Michał Kulig
- Zespół ds. licencjonowania Południe – Kierownik Zespołu Dorota Obora

## Gospodarka finansowa

### Niektóre dane za okres 2011–2013
Niżej podano niektóre dane finansowe dotyczące kwot zainkasowanych i podzielonych przez ZAiKS, a także podatków za okres 2011–2013.
- Kwota inkasa – 956 457 020,90 PLN – wartość ta zawiera kwoty przekazane na rzecz polskich twórców przez zagraniczne organizacje zbiorowego zarządzania. I tak, w latach 2011–2013 ZAiKS otrzymał z zagranicy kwotę 14 945 170,55 PLN, zaś przekazał zagranicznym organizacjom zbiorowego zarządzania kwotę 247 358 554,39 PLN.
- Średni współczynnik kosztów inkasa – 16,7%
- Kwota podzielona – 1 107 724 707,52 PLN – wartość ta zawiera dodatkowy podział z wyniku finansowego, między innymi z lokat i bezpiecznych instrumentów rynku finansowego, mianowicie 100 649 034,42 PLN.
- Kwota odprowadzonych podatków – 274 079 748 PLN

### Kwoty przedawnione w latach 2004–2013
Kwota inkasa w latach 2004–2013 wyniosła 3 045 647 624,27 PLN.
Suma kwot przedawnionych w tym okresie, tj. takich, które nie dotarły do osób uprawnionych, wyniosła 9 651 370,42 PLN, to jest 0,32% kwot zainkasowanych. Kwoty te nie dotarły do uprawnionych głównie z przyczyn formalnych i technicznych, jak na przykład: brak kompletnej dokumentacji od użytkowników, nieodnalezienie autora, brak weryfikacji autorstwa utworów, niezakończone procesy spadkowe następców prawnych albo niezakończone sprawy sporne o autorstwo utworów itd.). Wymieniona kwota roszczeń przedawnionych została zapisana na rachunek funduszu, z którego ZAiKS wypłaca roszczenia przedawnione mimo braku prawnego obowiązku wypłaty twórcom, którzy udokumentowali swoje prawa do utworów.

### Koszty inkasa w latach 2011–2013
Średni współczynnik kosztów inkasa ZAiKS-u w latach 2011–2013 wyniósł 16,7% w stosunku do kwot zainkasowanych. Jest bliski średniej dla krajów europejskich. Koszty organizacji zbiorowego zarządzania (w tym także ZAiKS-u) składają się przede wszystkim z następujących składników:
- wydatki związane z zawieraniem i realizacją umów (ZAiKS udziela rocznie ok. 70 tys. licencji; zawarł umowy o wzajemnej reprezentacji ze 126 podobnymi organizacjami),
- wydatki związane z prowadzeniem procesów sądowych (ZAiKS prowadzi rocznie ok. 1300 procesów),
- koszty repartycji (ZAiKS w 2013 r. dokonał 2777 repartycji),
- koszty windykacji (w 2013 ZAiKS prowadził windykację przeciwko 14 118 podmiotom),
- poszukiwanie uprawnionych (ZAiKS reprezentuje w Polsce ok. 3 mln twórców i ok. 50 mln utworów),
- wynagrodzenia pracowników i innych podmiotów,
- uczestnictwo w tworzeniu prawa,
- utrzymanie biura (np. pozyskiwanie i analiza dokumentacji – liczba pozycji do identyfikacji wynosi od kilku do kilkuset milionów rocznie – w tym trzeba odnaleźć i zidentyfikować od 1,5 mln do 2 mln utworów), tworzenie, wdrażanie i doskonalenie systemów informatycznych, praca 13 dyrekcji okręgowych zajmujących się wyszukiwaniem użytkowników i pozyskiwaniem inkasa,
- działalność edukacyjna i szkoleniowa,
- udział w międzynarodowych organizacjach, komitetach technicznych, grupach (np. CISAC, GESAC[19], BIEM, CIADLV[54], CIAM, BTC, MTC European Committee, ECSA[55]).

Pozycja „Wynagrodzenia” w Sprawozdaniu finansowym stanowi kategorię wynikającą z przepisów o rachunkowości. W kategorii tej oprócz osobowego funduszu płac znajdują się inne wydatki, takie jak wynagrodzenia z tytułów umów zleceń i o dzieło (np. dla rzeczoznawców oceniających utwory, za usługi outsourcingowe, np. sprzątanie, usługi prawne czy informatyczne). Znajdują się tam także odprawy emerytalne i rentowe, wypłaty za godziny nadliczbowe, ekwiwalenty za urlopy, odprawy pośmiertne, odszkodowania za zwolnienia, wynagrodzenia za zastępstwa procesowe itd. Pensje pracowników stanowią część tej kwoty.
Pensje pracowników podawane są brutto. Znaczna część pracowników otrzymuje wynagrodzenie proporcjonalne do osiąganych wyników finansowych. Dotyczy to pracowników, którzy zajmują się bezpośrednio wyszukiwaniem miejsc, gdzie odbywa się wykorzystywanie utworów, zawieraniem umów licencyjnych i ich wykonaniem. Według ZAiKS-u jest to najbardziej efektywny sposób wynagradzania wpływający wprost proporcjonalnie na wysokość inkasa dla twórców.

### Niektóre dane za rok 2013
Niektóre dane finansowe za 2013:
- wartość wynagrodzeń autorskich pobranych przez ZAiKS 351 912 035,12 PLN;
- wartość opłat z tytułu czystych nośników, pobranych przez ZAiKS 4 004 794,88 PLN;
- wartość podzielonych przez ZAiKS wynagrodzeń autorskich 353 855 679,16 PLN;
- wartość potrąceń dokonanych przez ZAiKS 71 095 080,54 PLN;
- w tym: na koszty inkasa 58 449 255,18 PLN, na Fundusz Społeczny 12 645 825,36 PLN;
- wskaźnik potrąceń na koszty inkasa 16,5%.

Poniższa tabela zawiera szczegółowe informacje finansowe o kwotach zainkasowanych i podzielonych w 2013 roku w poszczególnych grupach sprawozdawczości.
| Lp. | | Inkaso         | Podział        |
| --- | --- | -------------- | -------------- |
| 1.  | Wielkie prawa | 15 962 819,57  | 15 962 819,57  |
| 2.  | Nadania, reemisje, satelita RTV | 218 395 593,50 | 232 156 166,14 |
| 3.  | Wykonania publiczne | 25 890 260,35  | 26 332 025,64  |
| 4.  | Publiczne wykonanie muzyki na żywo i reprodukcja mechaniczna w lokalach gastronomicznych, dyskotekach, na imprezach plenerowych i środkach komunikacji | 50 566 295,38  | 51 140 712,02  |
| 5.  | Mechana | 21 888 827,50  | 20 090 709,02  |
| 6.  | Streaming | 6 291 635,48   | 3 660 845,37   |
| 7.  | Kopiowanie prywatne | 7 675 790,48   |                |
| 8.  | Wpływy z zagranicy | 4 719 545,13   | 4 408 785,03   |
| 9.  | Inne | 521 267,73     | 103 616,36     |
|     | RAZEM | 351 912 035,12 | 353 855 679,15 |

1. ↑  Wystawy, teatry, estrada, radio, telewizja, Internet-utwory dramatyczne.
2. ↑  Koncerty, muzyka poważna, cyrki, wyświetlanie filmów.
3. ↑  Fonografia, wideo, prawa do synchronizacji.

## Działalność socjalna, charytatywna i wspieranie twórczości

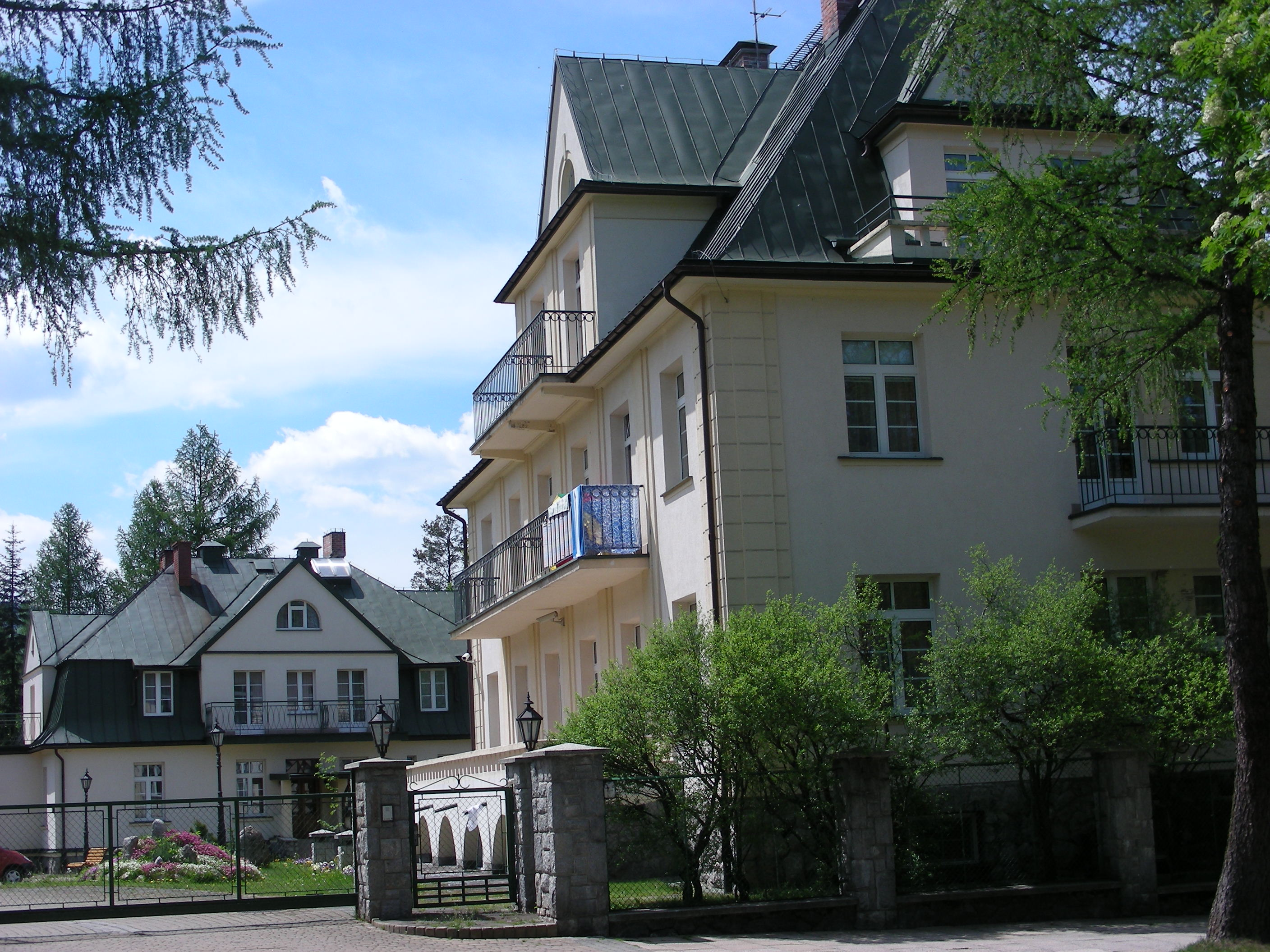
Dom Pracy Twórczej ZAiKS „Halama” w Zakopanem (maj 2009), w głębi widoczna wyodrębniona część pod nazwą „Orlik” (dla rodzin z dziećmi)

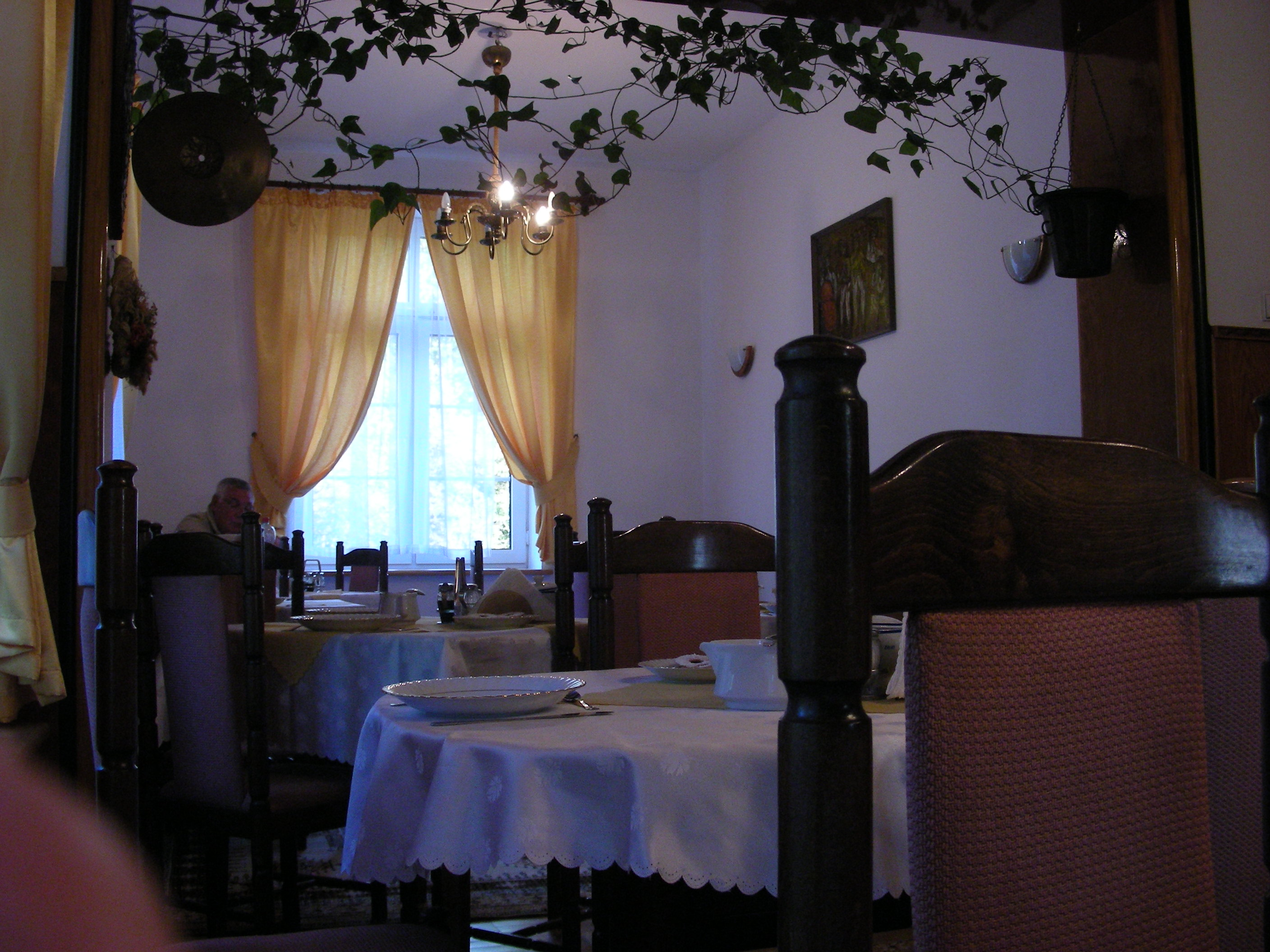
Fragment jadalni w Domu Pracy Twórczej ZAiKS „Halama” w Zakopanem (maj 2009)

Działalność socjalna określona w statucie to: bezzwrotne zasiłki członkom, którzy przeżywają trudności finansowe, pożyczki z Kasy Pożyczkowej, wypłaty z funduszu pośmiertnego dla bliskich zmarłemu członkowi ZAiKS-u, pomoc medyczna w specjalistycznych przychodniach w Warszawie, dostęp do domów pracy twórczej w Zakopanem, Krynicy, Sopocie, Konstancinie i Ustce.
Działalność charytatywna ZAiKS-u to m.in. akcja „Autorzy ZAiKS-u dzieciom” zainicjowana przez Marka Hojdę i Wojciecha Jana Pytkowskiego dla Fundacji Anny Dymnej „Mimo wszystko”. W związku z tą akcją grono artystów polskiej sceny muzycznej nagrało wspólnie z podopiecznymi Fundacji piosenkę i teledysk – „Anioły niebios wstrzymajcie czas”.
ZAiKS promuje twórczość przez pomoc twórcom i instytucjom, fundowanie i przyznawanie nagród, organizowanie konkursów, imprez, kongresów, udzielanie dotacji i innych form pomocy finansowej, zwłaszcza placówkom kulturalnym i instytucjom realizującym unikalne dla rozwoju kultury projekty. Wspomnianym celom służy wyodrębniony w ZAiKS-ie Fundusz Popierania Twórczości
.
Nagrody ufundowane przez ZAiKS to:
- Nagroda im. Karola Małcużyńskiego
- Nagroda literacka ZAiKS-u dla tłumaczy
- Nagroda za propagowanie polskiej muzyki współczesnej
- Nagroda za rozpowszechnianie polskiej
- Nagroda za wybitną twórczość w dziedzinie choreografii
- Nagroda za wybitne osiągnięcia w dziedzinie sztuk wizualnych

Konkursy zorganizowane przez ZAiKS to:
- Konkurs kompozytorski im. Feliksa Nowowiejskiego
- Konkurs kompozytorski im. Karola Szymanowskiego – cykliczny
- Konkurs kompozytorski im. Jana Maklakiewicza
- Konkurs kompozytorski im. Grażyny Bacewicz
- Konkurs im. Jana Brzechwy

Istotną rolę w dziedzinie promowania twórczości wyznaczono w ZAiKS-ie obiektowi w Janowicach. Jest on położony w pobliżu Europejskiego Centrum Muzyki w Lusławicach i Muzeum Ignacego Paderewskiego w Kąśnej Dolnej. W porównaniu do działających w różnych regionach Polski Domów Pracy Twórczej, których początki sięgają 1958 roku i w których powstawały dzieła takich autorów jak Jan Brzechwa, Julia Hartwig, Józef Hen, Krystyna Kofta, Henryk Kuźniak, Sławomir Mrożek, Marek Nowakowski, Tadeusz Różewicz, Wisława Szymborska, Julian Tuwim, Barbara Wachowicz – zabytkowemu obiektowi w Janowicach, według założeń ZAiKS-u, przypadną rozszerzone funkcje i możliwości. Nowo tworzone tam Centrum Pracy Twórczej ma być wyposażone w wyspecjalizowane pracownie, studio nagrań, sale multimedialne itp., umożliwiające, zwłaszcza młodym twórcom, eksperymentowanie pod kierunkiem starszych kolegów w różnych dziedzinach twórczości: literackiej, kompozytorskiej, choreograficznej, plastycznej, fotograficznej, multimedialnej itp.

## Krytyka
Działalność ZAiKS jest przedmiotem krytyki. Przykładem tego rodzaju inicjatyw jest utworzenie strony „ZAiKS stop” prowadzonej pod hasłem:

Nie chcemy okradać artystów, ale nie chcemy, by, powołując się na nich, próbował okradać nas ZAiKS.

Innym przykładem takich działań jest tekst opublikowany w serwisie prawo.vagla.pl. Podaje on, że ZAiKS zaczął domagać się opłacania tantiem za publiczne wykonywanie utworów udostępnianych przez serwis Jamendo udostępnionych przez ich twórców na licencjach Creative Commons, zezwalających na bezpłatne ich wykorzystywanie (w wielu przypadkach także w celach komercyjnych). Z wyjaśnień przedstawicieli ZAiKS-u wynika, że był to wynik nieporozumienia i nadgorliwości pracownika jednego z jego lokalnych oddziałów i że Stowarzyszenie nie zamierza pobierać w imieniu twórców tantiem za dzieła udostępnione przez nich na wolnych licencjach. Ponieważ art. 108 pkt. 3 ustawy o prawie autorskim i prawach pokrewnych utracił moc z dniem 1 września 2006 roku (dotyczył konieczności zatwierdzania tabeli stawek przez Komisję Prawa Autorskiego), ZAiKS pobiera wynagrodzenia za rozpowszechnianie utworów na podstawie tabel zatwierdzanych przez Komisję Prawa Autorskiego oraz tabel zatwierdzonych przez władze Stowarzyszenia, jednocześnie prowadząc postępowanie o zatwierdzenie tabel wynagrodzeń w trybie przepisów obowiązujących w 2015 (rozdział 12 art. 110 ustawy o prawie autorskim i prawach pokrewnych).
Następnym przykładem krytyki skierowanej przeciwko ZAiKS-owi jest zamieszczony w Dzienniku Internautów opis sytuacji Marcina Węgrzynowskiego, fryzjera z Wałbrzycha, któremu ZAiKS wytoczył proces sądowy z tytułu naruszenia praw autorskich, które miało nastąpić w wyniku nieopłacania przez niego należnych tantiem za publiczne odtwarzanie radia w jego salonie. Węgrzynowski proces wygrał poprzez oświadczenia swoich klientów, że muzyka puszczana w jego salonie nie miała dla nich znaczenia, co było istotne dla sytuacji, gdyż wedle ZAiKS-u sytuacja, w której klienci kierowaliby się faktem publicznego odtwarzania muzyki, miałaby być pozbawianiem twórców muzyki szansy na zarobek.
Kolejnym przykładem działań użytkowników twórczości artystycznej są opublikowane w mediach w 2014 roku informacje o dysproporcjach pomiędzy środkami pobieranymi przez ZAiKS – według których w 2013 roku Stowarzyszenie to miało ponad 1 mld PLN aktywów, a wypłaciło artystom jedynie 200 mln PLN. Kolejne 300 mln PLN może być wypłacone z opóźnieniem sięgającym 3 lat. Wątpliwości te znajdują wyjaśnienie w szczegółowej sprawozdawczości finansowej ZAiKS-u.
Jeszcze innym przykładem jest krytyka skierowana pod adresem ZAiKS-u zamieszczona w serwisie Forsal.pl, gdzie wspomniano o „bardzo wysokich kosztach własnych pobierania tantiem (19,6%)” oraz inwestycjach takich jak zakup zabytkowego pałacu w Janowicach. Na stronach internetowych ZAiKS-u można znaleźć wyjaśnienie podnoszonych wątpliwości. I tak, w kwestii pałacu w Janowicach można dowiedzieć się, że będzie on jako Centrum Pracy Twórczej – następnym oprócz działających pięciu zamiejscowych obiektów (Domów Pracy Twórczej w Zakopanem, Krynicy, Konstancinie-Jeziornie, Sopocie, Ustce) – ze szczególnym ukierunkowaniem na promowanie kultury wysokiej o znacznie szerszych niż DPT funkcjach i możliwościach. Wyjaśnienie podniesionej przez Forsal.pl kwestii „kosztów własnych pobierania tantiem” można znaleźć w sprawozdaniu ZAiKS-u za 2013 rok, według którego „wskaźnik potrąceń na koszty inkasa w roku 2013 kształtował się na poziomie 16,5%”. Jest tam również porównanie tego wskaźnika ze wskaźnikami podobnych stowarzyszeń w innych krajach (według danych ze stron internetowych tych stowarzyszeń), mianowicie: SACEM – 15,4%; GEMA – 15,9%; OSA – 17,2%; RAO 24%; ARTISIUS – 21%; ZAiKS – 16,9%.

## Problem VAT-u od tantiem
Gazeta Wyborcza podniosła w maju 2008 kwestię zaległości finansowych ZAiKS-u sięgających „300 milionów zł podatku VAT”, „grożących bankructwem”. Wyjaśnieniem tego problemu są dane finansowe ZAiKS-u za kolejne lata 2011–2013. Są tam zawarte między innymi informacje o kwotach podatków odprowadzonych przez ZAiKS w latach 2011–2013 (w mln PLN): w 2011 roku 60,3, w 2012 roku 108,7, w 2013 roku 105,0. Sytuację ZAiKS-u w 2013 roku zarysowuje „Raport roczny 2013”. Kwestie sytuacji finansowej ZAiKS-u poruszał także serwis internetowy Polska.pl w artykule „Fiskus pobrał pieniądze z kont ZAiKS”, „urząd skarbowy pobrał z kont Stowarzyszenia Autorów ZAiKS 96 mln złotych zaległego podatku VAT za rok 2005 (…). Zdaniem fiskusa organizacja powinna płacić podatek od towarów i usług od 2004 roku. Stanowisko urzędu poparła niedawno Dyrekcja Generalna Podatków i Unii Celnej Komisji Europejskiej. ZAiKS wygrał proces o zabrane z jego kont 96 mln, i dostał zwrot tej kwoty oraz dodatkowe 18 mln odsetek”.